# Алексєєв Дмитро Костянтинович
Дмитро Костянтинович Алексєєв (нар. 10 серпня 1947, Москва) — радянський та російський піаніст, нині який живе в Англії.
Дмитро Алексєєв був випускником Московської консерваторії. Він також навчався у Дмитра Башкірова. В 1970-х роках він дебютував в Лондоні, Відні, Чикаго та Нью-Йорку. Виграв Міжнародний конкурс піаністів у Лідсі 1975 року.. Викладає в Королівському коледжі музики в Лондоні .
Вибрана дискографія
- Sergei Rachmaninoff: Preludes/Morceaux De Fantasie/Moments Musicaux (Virgin Classics, 2003)
- Johannes Brahms: Piano Music/Schumann: Etudes Symphoniques (Mixed Repertoire, 2003)
- Frédéric Chopin: Waltzes (EMI UK, 2003)